# Hôpital universitaire Nuestra Señora de Candelaria

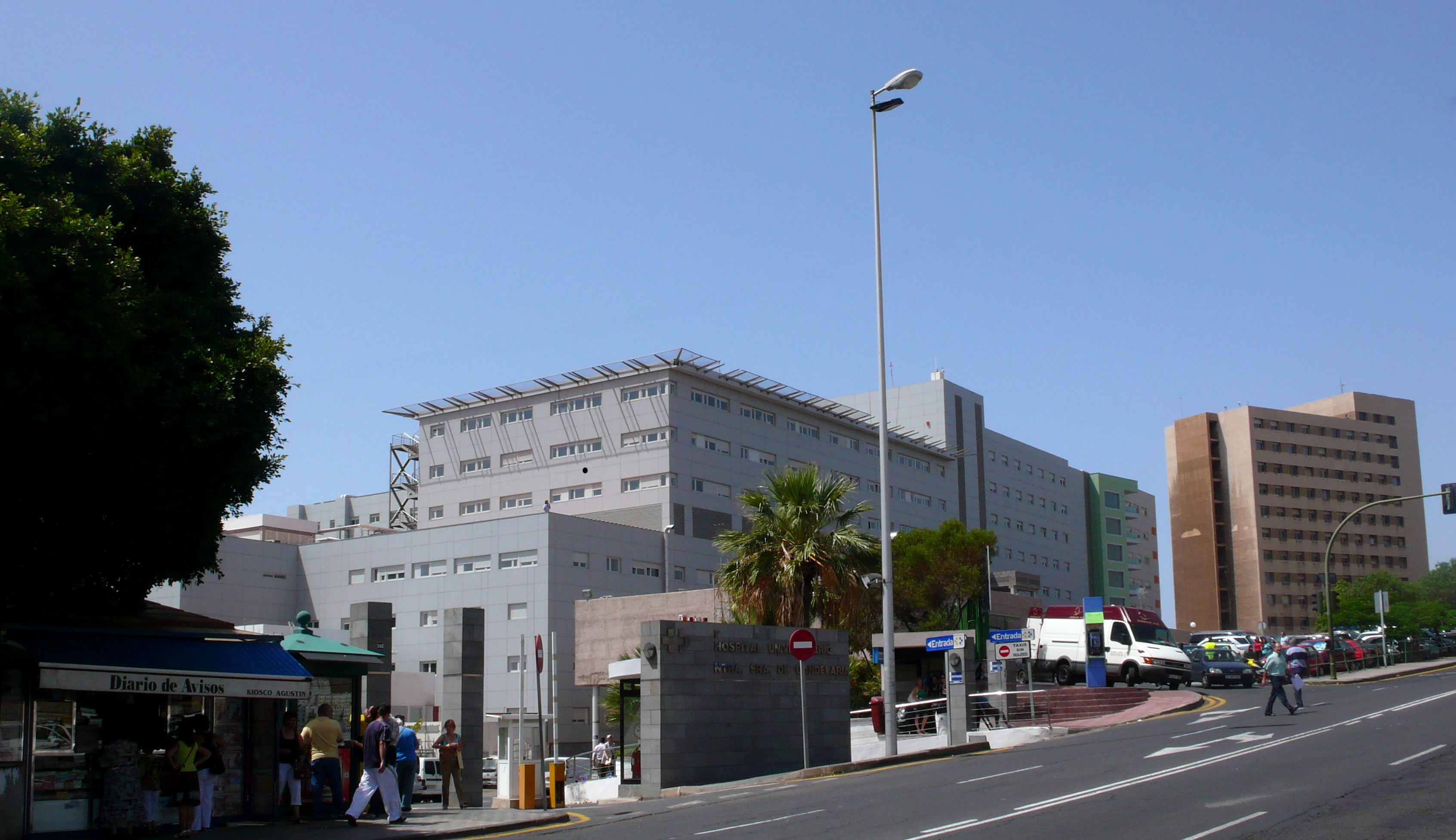
Hôpital universitaire Nuestra Señora de Candelaria

L'hôpital universitaire Nuestra Señora de Candelaria est un hôpital universitaire situé à Tenerife, en Espagne. Il a été inauguré en 1966 et est situé à Santa Cruz de Tenerife. L'hôpital dessert les résidents des municipalités du sud et est de Tenerife et est également un hôpital de référence pour l'île de La Gomera et El Hierro.
L'hôpital a une superficie de 82,035 m2, c'est le plus grand complexe hospitalier des îles Canaries. Il est considéré avec l'hôpital universitaire des Canaries comme un hôpital de référence pour certaines spécialités dans les îles Canaries et aussi en Espagne,. 